# DraftSight
DraftSight  es un programa de CAD 2D (diseño asistido por computadora, por sus siglas en inglés) para ingenieros, arquitectos, diseñadores, estudiantes y educadores. El producto fue desarrollado por Dassault Systèmes y permite a los usuarios crear, editar y visualizar archivos DWG y DXF.
Un archivo DWG contiene los datos binarios para el diseño CAD y es el formato de dibujo de muchos programas de CAD. DWG es una abreviatura de "drawing" ("dibujo", en inglés). Un archivo DXF se utiliza para convertir archivos de CAD a un formato genérico que puede ser leído por otros productos de software de CAD.
DraftSight compite en el mercado con más de tres docenas de productos 2D o 2D/3D híbridos. DraftSight para Windows fue lanzado en febrero de 2011 y ha sido descargado más de 1,8 millones de veces a diciembre de 2011. DraftSight utiliza como plataforma a ARES de Graebert, basándose en Qt.
Fue liberado para estos sistemas operativos: Windows, Mac OS X, Linux. Hacia fines de 2019 la versión Linux fue interrumpida, el producto pasó a tener un modelo de suscripción y actualmente se encuentra disponible sólo para Windows.
Está disponible en estos idiomas: inglés, chino simplificado, chino tradicional, checo, francés, alemán, italiano, español, japonés, coreano, polaco, portugués brasileño, turco y ruso.